# Ваханский хребет
Ваха́нский хребе́т (дари سلسله کوه واخان, тадж. Қаторкӯҳи Вахон)— горный хребет на юге Памира, на территории Таджикистана и Афганистана. Служит водоразделом рек Памир и Истык на севере, Вахандарья и Оксу на юге.
Протяжённость хребта — 160 км. Средняя высота составляет около 5000 м, максимальная — 6281 м. Хребет сложен изверженными и метаморфическими породами. Склоны расчленены троговыми долинами; вечные снега и ледники (общая площадь снега, льда и фирновых полей составляет около 94,1 км²).
Первоначально назывался хребтом Императора Николая II.